# Scaldia-Volga S.A.
Scaldia-Volga S.A. — совместная советско-бельгийская компания, созданная для реализации, обслуживания и мелкосерийной сборки советских легковых автомобилей в странах Бенилюкса.

## История
Компания основана 23 апреля 1964 года как акционерное общество со штаб-квартирой в Брюсселе с 72 сотрудниками.
Первые модели, поступившие на рынок Западной Европы через совместное предприятие: экспортные модификации ЗАЗ-965 «Yalta», Москвич-408 «Scaldia 1400 Elite» и его модификации и ГАЗ «M-21 Volga». При этом на часть «Москвичей», поставляемых из СССР без двигателей, устанавливали английские дизельные моторы Perkins, а на «Волги», которые приходили машинокомплектами, в основном устанавливали также дизельные двигатели марки Rover и Peugeot Indenor XUD.
К середине 1970-х годов с появлением новой Волги в Бельгии стали собирать ГАЗ-24-76 «Scaldia», оснащенную двигателем Peugeot Indenor XD2P, причём эта дизельная версия, несмотря на значительно более высокую стоимость, была гораздо популярнее её карбюраторного варианта.
В 1980-е годы компания вышла на пик развития. Численность специалистов возросла до 252, открылись дочерние компании: Sadco S.A. в Люксембурге (с 1965 года) Gremi Auto-Import B.V. в Голландии, (с марта 1971 года) общее число дилеров достигло 435 (1984 год), также организованы продажи и обслуживание в ФРГ. Начались поставки всей линейки продукции АвтоВАЗа.
В 1983 году в порту Антверпена Scaldia-Volga построила комплекс площадью 70 тыс. м², состоящий из обширной открытой стоянки и нескольких производственных корпусов, предназначенных для хранения поступающих автомобилей, запчастей, а также проведения предпродажной подготовки. В следующем году комплекс был расширен до 115 тыс. м². К концу 1983 года общее (за весь период деятельности) количество поставленных компанией в Бенилюкс и ФРГ автомобилей составило 256 645 штук.
После начала экспорта в Западную Европу новых моделей 2108-09 компания занялась улучшением интерьера и экстерьера автомобилей — предлагалась другая отделка салона, добавлялись молдинги, спойлер на задке, легкосплавные диски. Оптику позаимствовали от BMW E30 — четыре круглых фары Hella в специальной рамке. Эту модификацию назвали LADA Carlota.
В 1990 году специалисты Scaldia-Volga с тольяттинскими инженерами на базе ВАЗ 2108 разработали кабриолет Lada Natasha и спортивную версию Lada Samara RSI с форсированным двигателем. С 1990 по 1995 гг. компанией было продано 456 кабриолетов.
С 1992 года продажи компании стали резко падать. Штат сотрудников сократился со 170 в 1994 году до 15 в 1999. При этом Scaldia-Volga смогла сохранить часть дилеров, которые переориентировались на продажу преимущественно корейских марок, продолжив обслуживание ранее реализованных автомобилей.
В 2000 году Scaldia-Volga начала продажу ВАЗ-2110 и 2111, на которые пришёлся некоторый покупательский интерес, связанный с девальвацией рубля, когда розничная стоимость предлагаемой модели оказалась значительно ниже автомобилей конкурентов.
Коммерческую деятельность Scaldia-Volga прекратила ориентировочно с 2006 года.

## Продажи
| Количество проданных автомобилей по периодам | Количество проданных автомобилей по периодам | Количество проданных автомобилей по периодам | Количество проданных автомобилей по периодам | Количество проданных автомобилей по периодам | Количество проданных автомобилей по периодам | Количество проданных автомобилей по периодам | Количество проданных автомобилей по периодам |
| 1964—1968                                    | 1969—1973                                    | 1974—1978                                    | 1979—1983                                    | 1986                                         | 1994                                         | 1999 (ВАЗ-2108)                              | октябрь 1999 — начало 2000 (ВАЗ-2110)        |
| -------------------------------------------- | -------------------------------------------- | -------------------------------------------- | -------------------------------------------- | -------------------------------------------- | -------------------------------------------- | -------------------------------------------- | -------------------------------------------- |
| 13520                                        | 16856▲                                       | 82524▲                                       | 144015▲                                      | 26000                                        | 4000▼                                        | 129▼                                         | 400▲                                         |